# Thomas Steitz
Thomas Arthur Steitz, född 23 augusti 1940 i Milwaukee i Wisconsin, död 9 oktober 2018 i Branford i Connecticut, var en amerikansk biokemist, verksam som professor vid Yale University och utredare vid Howard Hughes Medical Institute, mest känd för sitt banbrytande arbete med ribosomen. År 2009 tilldelades han Nobelpriset i kemi "för studier av ribosomens struktur och funktion", delat med amerikanen Venkatraman Ramakrishnan och israeliskan Ada Yonath. Steitz tilldelades också Gairdner International Award 2007 "för hans studier av struktur och funktion hos ribosomen, som visade att peptidylöverföringen var en katalyserad reaktion för RNA, och för att ha klargjort mekanismen av hämning av denna funktion vid antibiotikum".

## Biografi
Steitz studerade kemi som grundutbildning vid Lawrence University i Appleton, Wisconsin, och tog examen 1962. Under hans tid där var han medlem i sammanslutningen, Delta Tau Delta, Delta Nu-kapitlet. I juni 2010 döpte universitetet om sin kemibyggnad till Thomas A. Steitz Hall of Science.
Steitz var Macystipendiat vid universitetet i Göttingen 1976–1977 och fairchildforskare vid California Institute of Technology 1984–1985. 
Han var också en av grundarna av ett företag, Rib-X Pharmaceuticals, nu Melinta Therapeutics, för utveckling av nya antibiotika baserade på ribosomen.
Steitz var gift med Joan A. Steitz, en framstående molekylärbiolog som också var professor i molekylär biofysik och biokemi vid Yale. Han bodde med henne i Branford, Connecticut och de fick en son, Jon.

## Vetenskapligt arbete
Steitz disputerade i biokemi och molekylärbiologi vid Harvard University 1966 där han arbetade under ledning av den blivande kemipristagaren William N. Lipscomb, Jr. Under tiden på Harvard, efter utbildningsuppgiften att bestämma strukturen hos den lilla molekylen metyletylenfosfat, bidrog han till att bestämma atomstrukturen hos carboxypeptidas A och aspartate carbamoyltransferase, var och en de största atomstrukturerna som bestämts vid den tiden. Han gjorde postdoktoral forskning som Jane Coffin Childs Postdoctoral Fellow vid MRC Laboratory of Molecular Biology vid University of Cambridge åren 1967–1970.
Steitz erbjöds ursprungligen en biträdande professur vid University of California, Berkeley, men accepterade inte denna, på grund av att institutionen inte skulle anta hans hustru Joan till en fakultetsposition eftersom hon var kvinna.
Paret började istället vid Yalefakulteten 1970, där han fortsatte att arbeta med cellulär och strukturell biologi. Steitz och Peter Moore bestämde atomstrukturen i den stora 50S ribosomala underenheten med hjälp av röntgenkristallografi, och publicerade sina resultat i Science år 2000. 

## Utmärkelser och hedersbetygelser
- Nobelpriset i kemi (2009)
- Invald som utländsk medlem av Royal Society (ForMemRS) 2011[40]

## Publikationer i urval
- Steitz, T. A., et al. "Determination of the Atomic-Resolution Crystal Structure of the Large Subunit from the Ribosome of Haloarcula marismortui;", nsls newsletter, (November 2000).
- Steitz, T. A., et al. "The Atomic Resolution Crystal Structure of the Large Ribosomal Subunit from Haloarcula marismortui", NSLS Activity Report (2000).
- Yin, Y.W. and Steitz, T.A. Structural basis for the transition from initiation to elongation transcription in T7 RNA polymerase. Science 298, 1387-1395 (2002)
- Schmeing, T.M., Huang, K.S., Strobel, S.A. and Steitz, T.A. An induced-fit mechanism to promote peptide bond formation and exclude hydrolysis of peptidyl-tRNA. Nature 438, 520-524 (2005)
- Tu, D., Blaha, G., Moore, P.B. and Steitz, T.A. Structures of MLSBK antibiotics bound to mutated large ribosomal subunits provide a structural explanation for resistance. Cell 121, 257-270 (2005)
- Li, W., Kamtekar, S., Xiong, Y., Sarkis, G.J., Grindley, N.D.F. and Steitz, T.A. Structure of a synaptic γδ resolvase tetramer covalently linked to two cleaved DNAs. Science 309, 1210-1215 (2005)
- Bailey, S., Wing, R.A. and Steitz, T.A. The structure of T. aquaticus DNA polymerase III is distinct from eukaryotic replicative DNA polymerases. Cell, in press (2006)